# Iron Reagan
Gli Iron Reagan sono una band Crossover thrash statunitense nata nel 2012 a Richmond, Virginia. Il loro nome prende spunto dagli Iron Maiden e dal 40º presidente degli Stati Uniti d'America Ronald Reagan.

## Storia

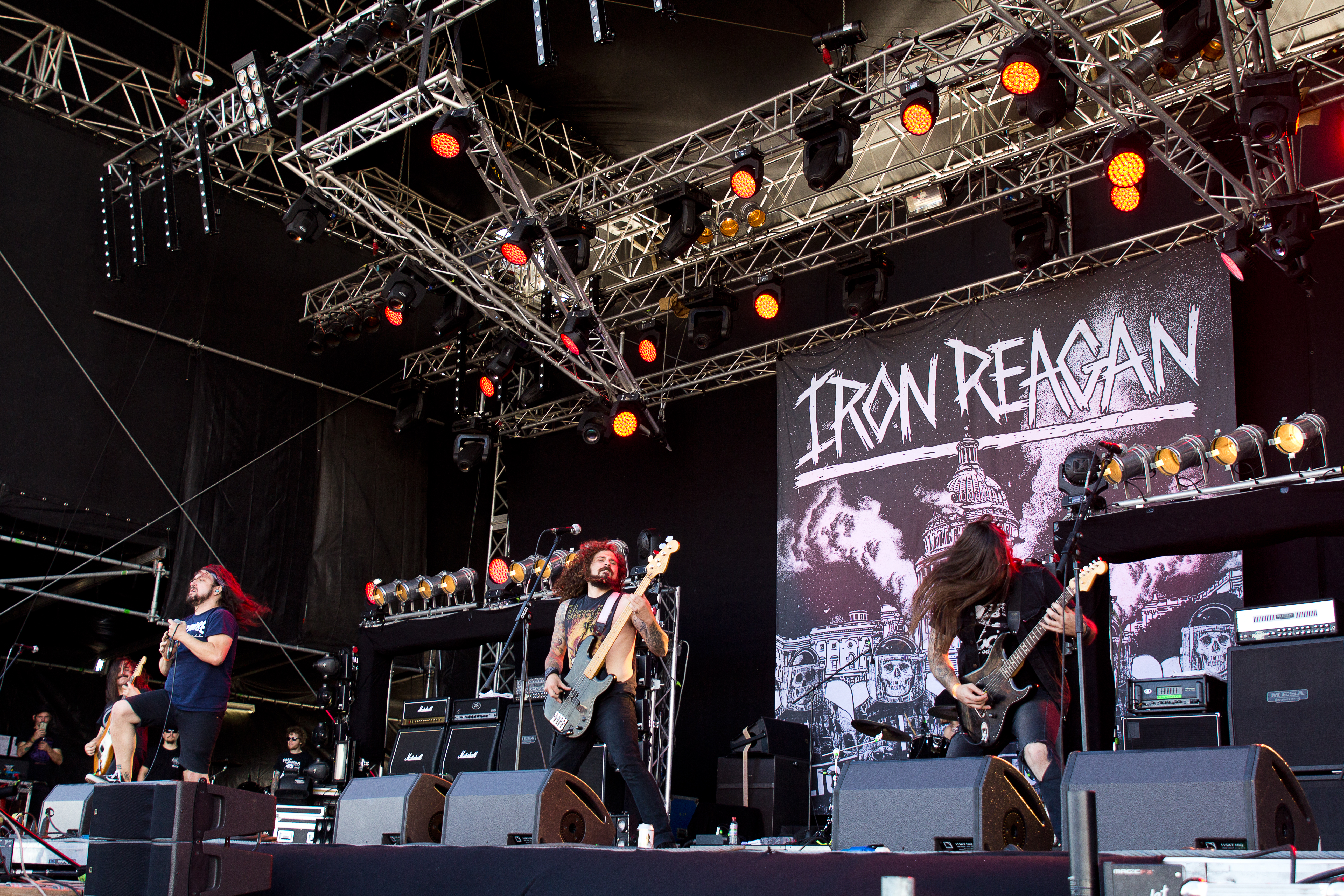
Gli Iron Reagan al Party.San Metal Open Air 2016

Il gruppo nasce come progetto parallelo del fondatore Tony Foresta, cantante dei Municipal Waste, e comprende artisti provenienti da altre band come il bassista degli Hellbear Rob Skotis, il batterista dei Darkest Hour Ryan Parrish ed il bassista dei Cannabis Corpse Land Phil, nonché anche dei Municipal Waste.
Proprio nell'anno della formazione esce il primo EP, Demo 2012, nel 2013 esce invece il primo album in studio Worse Than Dead, pubblicato con la A389 Recordings. L'anno successivo cambiano casa discografica e passano alla Relapse Records, registrando gli album The Tyranny of Will e Crossover Ministry usciti rispettivamente nel 2014 e nel 2017.

## Formazione

### Formazione attuale
- Anthony R. Foresta - voce (2012-presente)
- Mark Bronzino - chitarra (2012-presente)
- Philip Kyle Hall (Land Phil) - chitarra solista (2012-presente)
- Ryan Parrish - batteria (2012-presente)

### Ex componenti
- Paul Burnette - basso (2012-2013)
- Rob Skotis - basso (2013-2020)

## Discografia

### Album in studio
- 2013 - Worse Than Dead
- 2014 - The Tyranny of Will
- 2017 - Crossover Ministry

### EP
- 2012 - Demo 2012
- 2014 - Spoiled Identity EP

### Split
- 2014 - Exhumed/Iron Reagan (con gli Exhumed)
- 2015 - Iron Reagan/Toxic Shock (con i Toxic Shock)
- 2018 - Iron Reagan/Gatecreeper (con i Gatecreeper)
- 2019 - Sacred Reich/Iron Reagan (con i Sacred Reich)

### Singoli
- 2016 - A Dying World
- 2017 - Take the Fall